# Stjärnmyrfågel
Stjärnmyrfågel (Pygiptila stellaris) är en fågel i familjen myrfåglar inom ordningen tättingar.

## Utseende och läte
Stjärnmyrfågel är en knubbig, framtung och kortstjärtad myrfågel med kraftig näbb. Hanen är skiffergrå, honan olivbrun ovan och gulbrun under. Båda könen har små vita eller gräddfärgade fläckar på vingarna. Hanens sång är en kort drill följt av ett visslat "peer".

## Utbredning och systematik
Stjärnmyrfågel placeras som enda art i släktet Pygiptila. Den delas in i två underarter:
- Pygiptila stellaris occipitalis – förekommer från östligaste Colombia till norra Venezuela, Surinam och norra Brasilien
- Pygiptila stellaris stellaris – förekommer i Brasilien söder om Amazonfloden och i nordvästra Mato Grosso

## Levnadssätt
Stjärnmyrfågel hittas uppe i trädtaket inne i regnskog, högre än de flesta andra myrtörnskator. Den ses enstaka eller i par, ofta i kringvandrande artblandade flockar.

## Status och hot
Arten har ett stort utbredningsområde, men tros minska i antal, dock inte tillräckligt kraftigt för att den ska betraktas som hotad. Internationella naturvårdsunionen IUCN listar arten som livskraftig (LC).